# Anatole Abragam
Anatole Abragam (n. 15 decembrie 1914, Grīva⁠(d), gubernia Curlanda⁠(d), Imperiul Rus – d. 8 iunie 2011, Vitry-sur-Seine, Île-de-France, Franța) a fost un fizician francez.
Este cunoscut pentru lucrarea Les principes du magnétisme nucléaire (Principiile magnetismului nuclear), apărută în 1961, în care și-a publicat descoperirile în domeniul rezonanței magnetice nucleare.
În 1925 a emigrat în Franța împreună cu familia.
În 1982 i s-a decernat Medalia Lorentz.
A fost membru al Academiei Franceze de Științe și membru străin al Royal Society.
În 1983 a devenit membru al American Academy of Arts and Sciences.